# Satyria warszewiczii
Satyria warszewiczii är en ljungväxtart som beskrevs av Johann Friedrich Klotzsch. Satyria warszewiczii ingår i släktet Satyria och familjen ljungväxter. Inga underarter finns listade i Catalogue of Life.